# Thomas Hooker
Pour les articles homonymes, voir Hooker.
Thomas Hooker (5 juillet 1586 – 7 juillet 1647) est un chef religieux puritain célèbre pour avoir été l'un des fondateurs de la colonie du Connecticut en Amérique du Nord.

## Biographie
Né en Angleterre à Marefield dans le Leicestershire, il émigre d'abord en Hollande à cause de ses convictions religieuses, puis se réfugie avec quelques partisans en Nouvelle-Angleterre en 1633. Il devient le premier pasteur de l'église de Newetowne (aujourd'hui Cambridge dans le Massachusetts). Il s'installe dans une maison dont l'emplacement se trouve aujourd'hui sur le campus d'Harvard. Il est nommé par la cour générale du Massachusetts pour débattre de religion avec Roger Williams. Avec une centaine de personnes de sa congrégation, il fonde un établissement à Hartford dans le Connecticut. Il quitte le Massachusetts en raison de son opposition à John Cotton sur le droit de vote. Il rédige une constitution pour sa colonie (Fundamental Orders of Connecticut, 1638).
Un monument en l'honneur de Thomas Hooker est érigé à Hartford : il est sculpté par Frances Wadsworth et se trouve dans le centre-ville.